# Утагава Кунитэру
Утагава Кунитэру (歌川国輝, 1808—1876) — японский художник. Работал в жанрах: якуся-э (годы творчества: 1818-1860-е).

## Биография
Утагава Кунитэру — является представителем четвертого поколения художников школы Утагава. Информации о его жизни крайне мало. Известно только то, что он родился в Эдо и учился в мастерской выдающегося художника Утагава Кунисады.

## Творчество
Творчество Кунитэру развивалось в традициях укиё-э школы Утагава. Он специализировался на жанре театральной гравюры якуся-э: портреты актеров, сцены из известных спектаклей составляют большую часть его художественного наследия. Кунитэру был известен как книжный иллюстратор и автор жанровых гравюр, героями которых были борцы сумо, прекрасные утонченные женщины, персонажи старинных легенд и преданий, литературных произведений и исторических событий. В последние годы в творчестве Кунитэру появились пейзажи, городские виды и изображения домов европейского типа.

## Галерея

Галерея
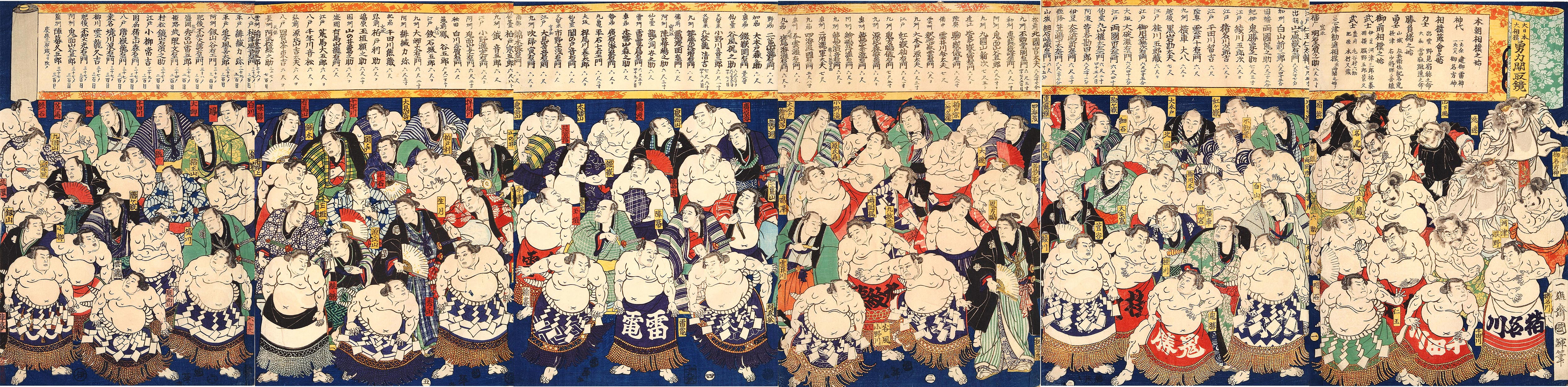
97 Рикиси периода Эдо, Утагава Кунитеру II
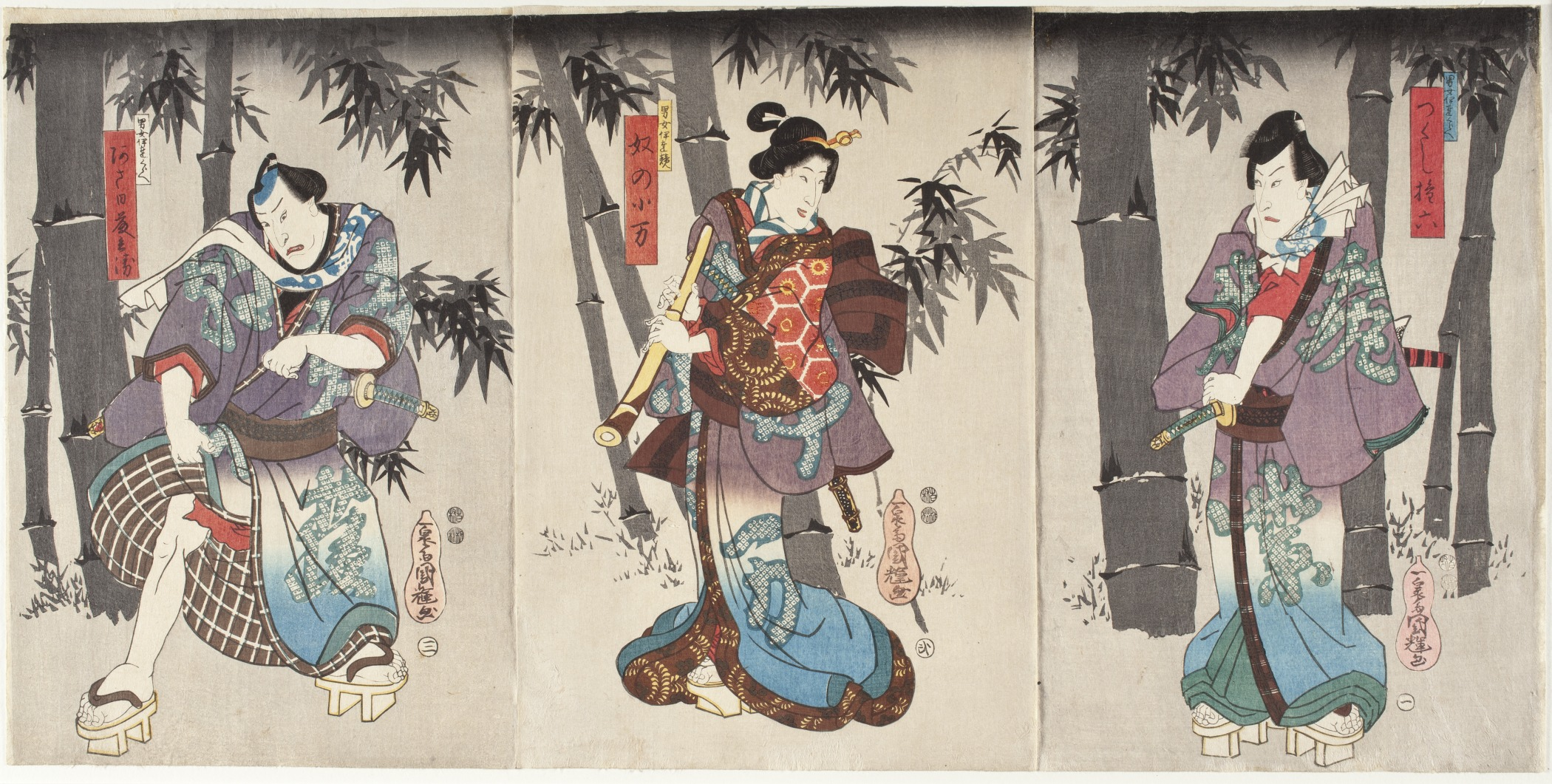
Цукуси Дзинроку, автор: Утагава Кунитеру
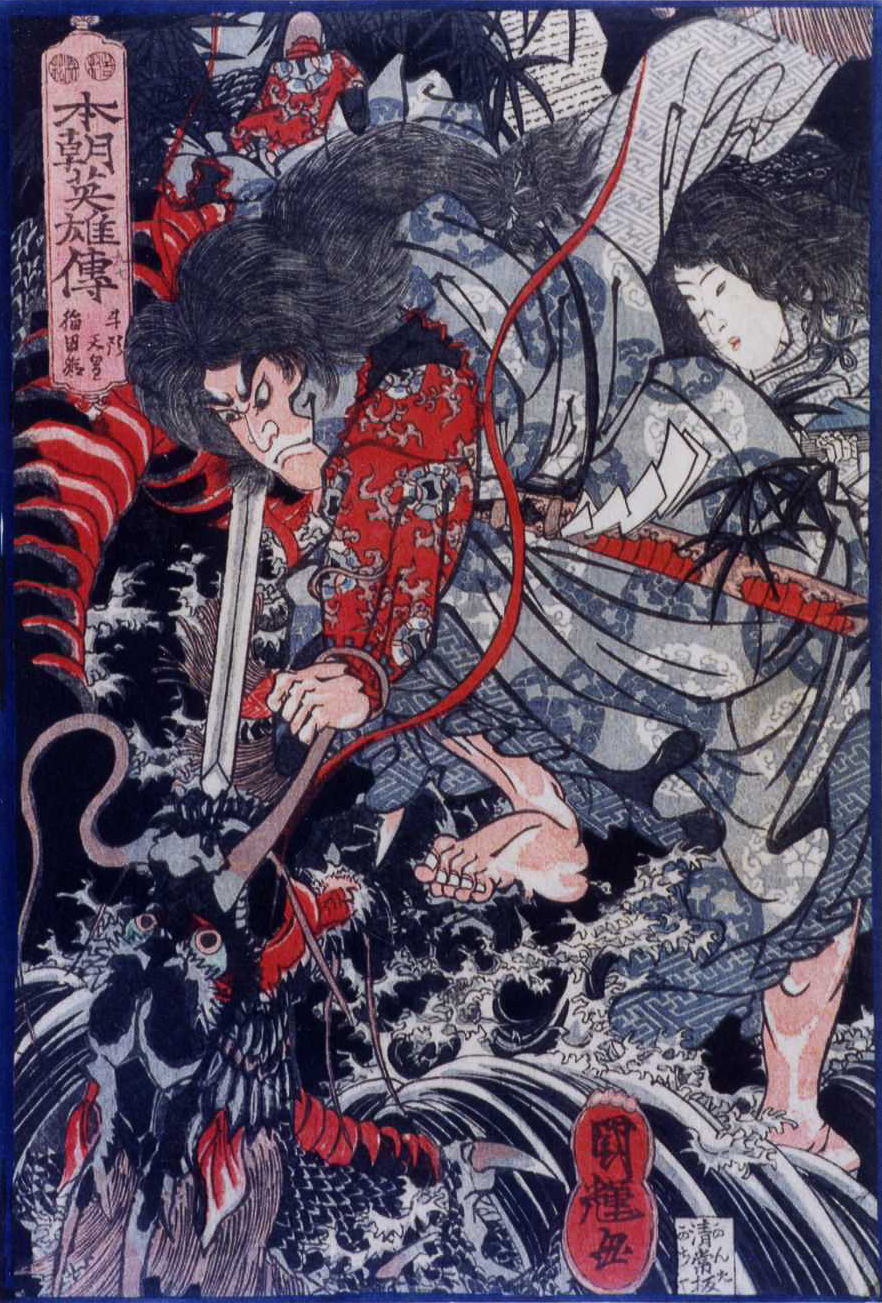
Дракон Гозу